# Leif Persson
Leif Håkan Persson (* 12. Juli 1968 in Östersund) ist ein ehemaliger schwedischer Freestyle-Skier. Er startete in der Buckelpisten-Disziplin Moguls.

## Werdegang
Persson, der für den Åre SLK startete, trat international erstmals bei den Internationalen Jugendmeisterschaften 1987 in Suomutunturi in Erscheinung, wobei er den neunten Platz errang und startete im März 1988 in Oberjoch erstmals im Weltcup. Dort sprang er auf den 42. Platz. Zu Beginn der Saison 1988/89 erreichte er mit den Plätzen acht und vier seine ersten Top-Zehn-Platzierungen im Weltcup. Im weiteren Saisonverlauf kam er mit dem dritten Platz in La Clusaz sowie mit dem zweiten Rang in Breckenridge erstmals aufs Podest und zum Saisonende auf den 23. Platz im Gesamtweltcup sowie auf den fünften Rang im Moguls-Weltcup. Beim Saisonhöhepunkt, den Weltmeisterschaften 1989 in Oberjoch, errang er den 50. Platz. In den folgenden Jahren belegte er in der Saison 1989/90 sowie 1990/91 jeweils den 14. Platz im Moguls-Weltcup und bei den Weltmeisterschaften 1991 in Lake Placid den 17. Rang. Zudem kam er im März 1991 in Hundfjället mit dem zweiten Platz erneut aufs Podest. In der Saison 1991/92 erreichte er mit fünf Top-Zehn-Ergebnissen, darunter Platz drei in Breckenridge den 28. Platz im Gesamtweltcup sowie den siebten Rang im Moguls-Weltcup und bei den Olympischen Winterspielen 1992 in Albertville den achten Platz. In der folgenden Saison sprang er in Tignes mit dem zweiten Platz letztmals aufs Podest und belegte bei den Weltmeisterschaften 1993 in Altenmarkt-Zauchensee erneut den 17. Platz. Die Saison beendete er auf dem 18. Platz im Moguls-Weltcup. Letztmals international startete er bei den Olympischen Winterspielen 1994 in Lillehammer und wurde dort Zwölfter.

## Erfolge

### Olympische Spiele
- 1992 Albertville: 8. Platz Moguls
- 1994 Lillehammer: 12. Platz Moguls

### Weltmeisterschaften
- 1989 Oberjoch: 50. Platz Moguls
- 1991 Lake Placid: 17. Platz Moguls
- 1993 Altenmarkt: 17. Platz Moguls

### Weltcup-Gesamtplatzierungen
Persson nahm an 58 Weltcups teil und erreichte 20 Top-Zehn-Platzierungen sowie fünf Podestplatzierungen.
| Saison  | Gesamt | Gesamt | Moguls | Moguls |
| Saison  | Punkte | Platz  | Punkte | Platz  |
| ------- | ------ | ------ | ------ | ------ |
| 1987/88 | 2      | 101.   | 11     | 39.    |
| 1988/89 | 19     | 23.    | 133    | 5.     |
| 1989/90 | 14     | 41.    | 86     | 14.    |
| 1990/91 | 15     | 40.    | 119    | 14.    |
| 1991/92 | 16     | 28.    | 124    | 7.     |
| 1992/93 | 45     | 55.    | 408    | 18.    |
| 1993/94 | 8      | 109.   | 60     | 47.    |